# 밀크셰이프 3D

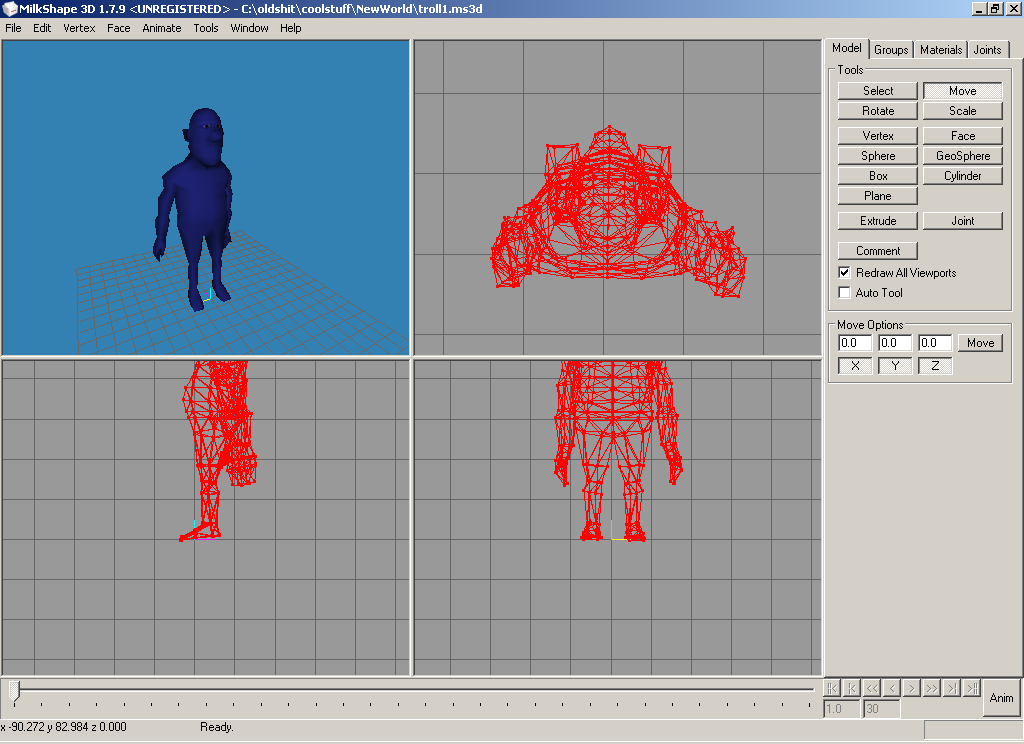

밀크셰이프 3D(영어: Milkshape 3D, MS3D)는 Mete Ciragan이 개발한 셰어웨어 로우-폴리곤 3차원 모델링 프로그램이다. 《하프라이프》, 《블록랜드》, 《심즈 2》, 《심즈 3》, 《레고 락 레이더》 등의 샌드박스 비디오 게임을 위한 모델을 컴파일하기 위해 주로 사용된다.

## 역사
밀크셰이프 3D는 1996년 가을에 설립된 스위스 취리히의 소프트웨어 기업 chUmbaLum sOft에 의해 개발되었다. chUmbaLum sOft는 게임과 기타 애플리케이션들을 위한 3차원 도구들을 개발한다. 밀크셰이프 3D는 원래 골드Src 엔진을 위해 Mete Ciragan에 의해 로우 폴리 모델링 프로그램으로 만들어졌다. 시간이 지남에 따라 수많은 내보내기 포맷으로 수많은 기능들이 추가되었다.

## 기능
밀크셰이프 3D는 select, move, rotate, scale, extrude, turn edge, subdivide 등의 기본 동작을 모두 제공한다. 밀크셰이프 3D는 버텍스와 페이스 툴을 이용한 로우레벨 편집을 허용한다. 구체, 상자, 원기둥과 같은 표준 및 확장 프리미티브를 이용할 수 있다. 밀크셰이프 3D는 70개 이상의 파일 포맷으로 내보낼 수 있다.

## 같이 보기
- 블렌더